# Rue de Vimoutiers
La rue de Vimoutiers est une voie du 13e arrondissement de Paris, en France.

## Situation et accès
La rue de Vimoutiers est une voie publique située dans le 13e arrondissement de Paris. Elle débute au 14, rue Charcot et se termine au 9, rue Duchefdelaville.

## Origine du nom
Elle porte le nom de Vimoutiers, chef lieu de canton du département de l'Orne.

## Historique
La voie prend sa dénomination actuelle le 21 décembre 1987. 
Elle est bordée par le square Héloïse-et-Abélard.